# The Marina Torch
The Marina Torch (произносится Те Марина Торч), также известный как Дубайский факел и просто Факел — жилой небоскрёб в районе Дубай Марина, город Дубай, ОАЭ. По состоянию на 2025 год является 14-м по высоте зданием Дубая, 15-м по высоте в ОАЭ, 18-м по высоте в Азии и 83-м по высоте в мире; а также 5-м по высоте жилым зданием мира (самое высокое жилое здание в мире с 2011 по 2012 год).

## Описание
Первоначально планировалось, что в здании будет 74 этажа, но позднее их количество было увеличено до 79. В небоскрёбе 676 1-, 2- и 3-комнатных квартир (первоначально планировалось 504) и 4 дуплекса-люкса. Первые три этажа отданы под парковку, на пятом и шестом этажах расположены плавательный бассейн, фитнес-клуб, спортивный зал, кафетерий, ресторан, сауна, шесть небольших торговых точек. По данным на август 2015 года, минимальная цена за однокомнатную квартиру площадью ок. 91 м² в этом доме составляла около 1,2 млн дирхамов (более 332 тыс. долл. США).
Основные характеристики
- Строительство: с 2005 по 2011 год
- Высота: 336,8 м (архитектурная), 276,3 м (потолок верхнего этажа)
- Этажность: 79 надземных и 3 подземных (часто указывается 86 этажей, считая 3 подземных и четырёхэтажный «подиум» у основания)
- Площадь помещений: 111 832[1]—139 355 м²
- Лифтов: 8
- Парковка: 536 машино-мест
- Стоимость строительства: 432 млн дирхамов (ок. 118 млн долл. США)[5]
- Архитектор: Khatib & Alami Dubai
- Застройщик: Select Group[6] (изначально Al Rashideen Trading Company)

## История
Котлован под фундамент нового небоскрёба был начат в октябре 2005 года, но в связи с различными задержками собственно строительство началось лишь в апреле 2007 года. Сроки окончания строительства также дважды сдвигались, и в итоге здание было открыто в мае 2011 года.
В ночь с 20 на 21 февраля 2015 года в здании вспыхнул пожар. Его причиной стал оставленный без внимания гриль на одном из балконов 50—52 этажа. Падающие вниз горящие обломки и сильный ветер подожгли соседние квартиры. Несколько сотен человек были эвакуированы, погибших нет, семерым людям потребовалась медицинская помощь. Внешняя облицовка небоскрёба была повреждена с 50-го этажа и почти до вершины. Спустя неделю после пожара в здании пустовала 101 пострадавшая квартира — их владельцам было предоставлено временное бесплатное проживание в гостиницах. Также в течение недели не работал ни один из восьми лифтов. Спустя месяц после пожара в здании по-прежнему пустовала 81 пострадавшая квартира.
В ночь с 3 на 4 августа 2017 года в здании произошёл очередной пожар. Небоскрёб сильно пострадал, но по предварительным заявлениям официальных лиц погибших и пострадавших нет.

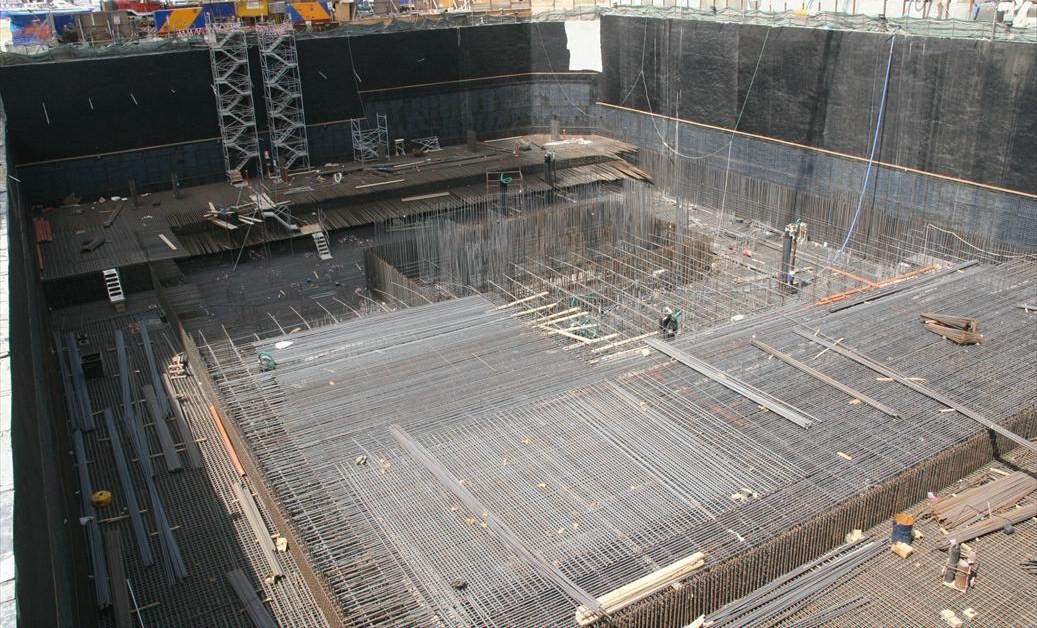
Апрель 2007
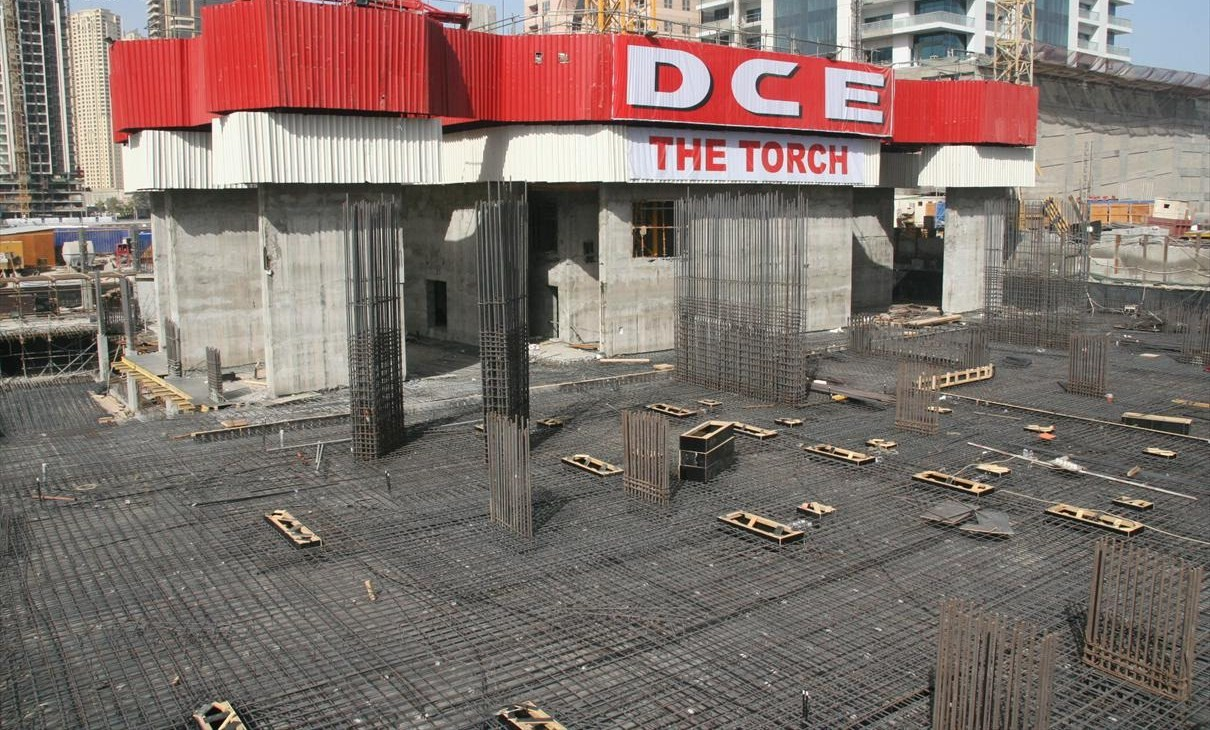
Август 2007
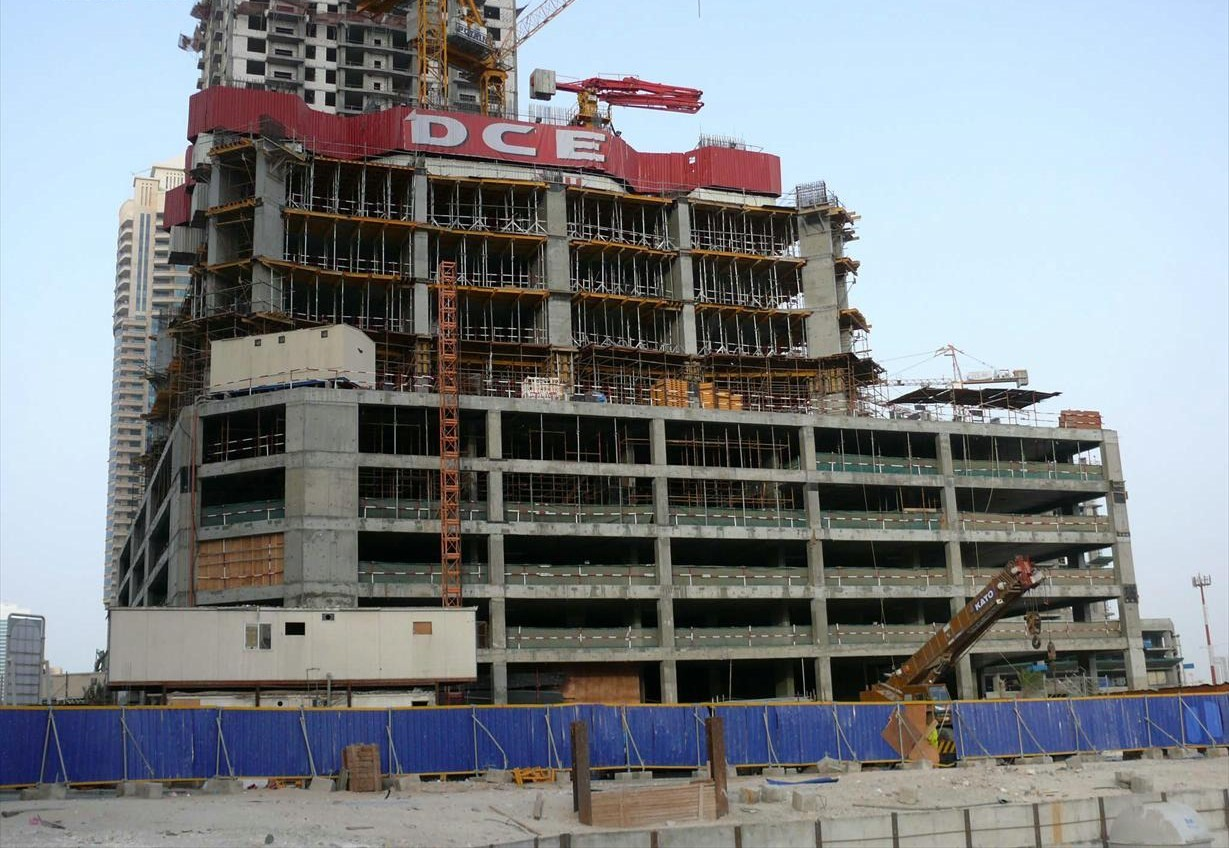
Февраль 2008